# Klixbüll
Klixbüll (dänisch: Klægsbøl, nordfriesisch: Klasbel) ist eine Gemeinde im Kreis Nordfriesland in Schleswig-Holstein.
Die adligen Güter Klixbüllhof und Karrhardehof liegen im Gemeindegebiet. Da Bosbüll, Karlum, Leck-Ründel und Tinningstedt Zweiggüter von Klixbüllhof waren, besteht auch heute noch eine enge Verbindung zwischen den fünf Gemeinden.
Gemeinsam mit der Gemeinde Bosbüll wird die örtliche Freiwillige Feuerwehr unterhalten. Das Feuerwehrhaus steht auf Klixbüller Gebiet.

## Geografie

### Geografische Lage
Das Gemeindegebiet von Klixbüll befindet sich beidseits des Übergangs der Lecker Geest, einer schwach reliefierten Sanderformation nordöstlich von Niebüll, zur südwestlich angrenzenden Nordfriesischen Marsch. Das Marschengebiet war aufgrund seiner geestrandnahen Lage im Schutz der großen Sanderinsel Risummoor eines der ersten im heutigen Kreisgebiet Nordfrieslands eingedeichten Gebiete. Die durch die Errichtung des Deiches erfolgte Landfestmachung erfolgte im Jahr 1466 durch die angrenzend siedelnden Bewohner, um die Siedlungsbedingungen des Dorfes zu verbessern. Noch heute bildet die damals gezogenen Deichlinie die Straßenverbindung der Bundesstraße 5 ab. Von der B 5 geht in Klixbüll die Landesstraße 3 nach Ladelund ab.
Das nördlich gelegene Geestland wurde noch bis 1723 als Allmende bewirtschaftet. Der Westen des Dorfes wurde erst 1566 durch die Eindeichung des sogenannten Gotteskooges deichfest.

### Gemeindegliederung
Innerhalb des Gemeindegebiets befinden sich unter anderem auch folgende weitere Siedlungen:

- Klixbüllhof (Klægsbølgaard)
- Klixbüllkirche
- Klixbüllfeld
- Wraagaard (Vraagaard)
- Flühe
- Kathal
- Rückenstadt
- Buttersbüll

### Nachbargemeinden
Angrenzende Gemeindegebiete von Klixbüll sind:
| Bosbüll | Braderup                                    | Tinningstedt |
|         | Kompassrose, die auf Nachbargemeinden zeigt | Leck         |
| Niebüll | Risum-Lindholm                              |              |

## Geschichte

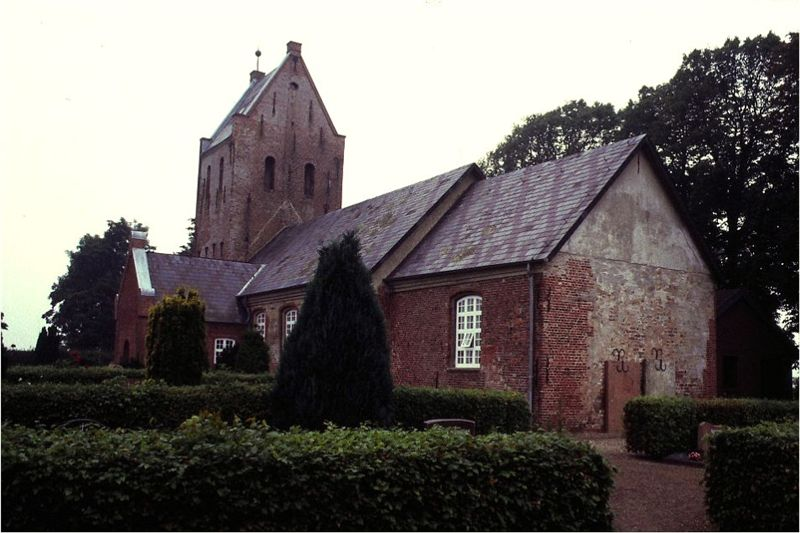
Klixbüll Kirche

Klixbüll wurde im Jahr 1352 erstmals urkundlich erwähnt, lässt sich in Kirchenlisten aber schon um 1300 namentlich finden. Die St. Nikolaus-Kirche ist um 1100 entstanden und wurde zuletzt 2010 restauriert. Um 1460 war sie eine der Hauptkirchen der Karrharde. An ihrem Turm finden sich Flutmarken von 1532 (Allerheiligenflut 1532) und 1634 (Burchardiflut). Neben der Kirche liegt auf einem Hügel das älteste Gebäude des Dorfes, Kern des ehemaligen Gutes Klixbüllhof.
An der Stelle, an der heute die Bundesstraße 199 durch den Ort verläuft, befand sich bis 1466 ein Außendeich, an dem Klixbüll zunächst als Geest-, bis zur Eindeichung des Gotteskooges 1566 als Marschhufendorf gewachsen ist.
Während des Dreißigjährigen Kriegs errichteten schwedische Truppen einen Pulverturm im Ort, der jedoch später zerstört wurde. An seiner Stelle befand sich bis 1955 die Gaststätte Pulverturm.

## Politik

### Gemeindevertretung
Die Wahl zur Gemeindevertretung am 14. Mai 2023 wurden insgesamt 11 Sitze vergeben. Von diesen erhielt die AKWG acht Sitze und der SSW drei Sitze.

### Bürgermeister
Für die Wahlperiode 2018–2023 wurde Werner Schweizer (KWG) zum Bürgermeister gewählt. Er trat 2013 die Nachfolge von Peter Friedrich Carstensen an.

### Wappen
Blasonierung: „In Blau ein wachsender goldener Flechtzaun, darüber ein silberner Quaderturm mit umlaufendem Zinnenkranz und rotem Spitzdach, beiderseits begleitet von einer goldenen Ähre.“

## Wirtschaft und Infrastruktur

### Allgemeines
Das Gemeindegebiet ist überwiegend landwirtschaftlich geprägt, es gibt einige handwerkliche Betriebe in der Gemeinde.
Ein Umspannwerk Klixbüll Süd für die 100 Kilometer lange 380-kV-Freileitung ist seit 2023 in Betrieb, um den in Nordfriesland und Dithmarschen produzierten Windstrom weiterzuleiten. Zudem besteht eine Verbindung nach Dänemark.

### Verkehr
Klixbüll liegt an zwei Bundesstraßen. Die B199 durchquert das gesamte Dorf und trifft im Westen des Dorfes auf die B5. Die Kreuzung wird nach einer ehemaligen Gaststätte Pulverturm genannt.

## Söhne und Töchter der Gemeinde
- Nicolaus Ludwig Esmarch (1654–1719), Lyriker und Theologe
- Hieronymus Kamphövener (1757–1824), Verwaltungsjurist in dänischen Diensten
- Broder Christiansen (1869–1958), Philosoph und Sprachwissenschaftler